# Geständnis einer Sechzehnjährigen
Geständnis einer Sechzehnjährigen ist ein österreichisches Gesellschaftsmelodram aus dem Jahr 1960, gedreht nach einer Romanvorlage von Robert Pilchowski. Unter der Regie von Georg Tressler spielen Wolfgang Preiss und Barbara Frey (Titelpart) die Hauptrollen.

## Handlung
München zu Beginn der 1960er Jahre. Die Jugendliche Jutta Brandt will unbedingt die anstehende Scheidung ihrer Eltern Günther und Irene Brandt verhindern. Aus diesem Grunde sucht sie den weltgewandten Liebhaber ihrer Mutter, den Ausländer George Romanescu, auf. Sie will ihn dazu überreden, die Finger von ihrer Mutter zu lassen. Als sich dieser dazu nicht bereit erklärt, erschießt sie den eleganten Lebemann mit einem Revolver, den ihr ihr Schulfreund Hans zugesteckt hat. 
Doch dann muss Jutta erkennen, dass nicht nur ihre Mutter alles dazu beigetragen hat, die elterliche Ehegemeinschaft zu zerstören. Längst hat sich auch ihr Vater eine Freundin zugelegt. Desillusioniert und erschüttert zugleich stellt sich Jutta, für die eine Welt zusammengebrochen ist, der Polizei und gesteht die von ihr begangene Bluttat. Erst dieser Schritt bringt auch beide Eltern wieder zur Vernunft.

## Produktionsnotizen
Die Dreharbeiten zu Geständnis einer Sechzehnjährigen begannen am 28. September 1960 und wurden im November desselben Jahres abgeschlossen. Die Außendrehs entstanden in Wien. Die Uraufführung erfolgte dort am 27. Januar 1961, die deutsche Erstaufführung fand vier Tage später in Hannover statt.
Otto Dürer hatte die Gesamtleitung. Die Filmbauten entwarf Felix Smetana, die Kostüme Fred Adlmüller. Kurt Junek assistierte Chefkameramann Sepp Riff. Für den Ton sorgte Alfred Norkus. Es singt Billy Sanders.

## Kritiken
„Die Filmgestaltung wurde dem Thema – eheliche Untreue in der Wirkung auf Kinder – nicht gerecht; über gehobene Kolportage kommt der Film nicht hinaus.“

„Neu ist, daß hier statt Halbstarken die Eltern den Konfliktanlaß schaffen und man die Zeitprobleme, wenn auch nicht zu lösen, so doch richtig aufzuzeigen versucht; mit überzeugenden Akteuren, vernünftigen Dialogen.“